# Jargie Ravine
Der Jargie Ravine ist ein kurzer Fluss im Westen von Dominica. Er verläuft im Norden des Parish Saint Peter und mündet nördlich des Morne Espagnole (365 m, ⊙) in den Espagnole River, kurz bevor dieser selbst ins Karibische Meer mündet.

## Geographie
Der Jargie Ravine entspringt im Gebiet Grand Chemin (⊙) in ca. 380 m Höhe über dem Meer, westlich der Quelle des Amadis River. Er verläuft nach Nordwesten an der Nordflanke des Morne Espagnole, wo er von links noch einen kleinen Zufluss erhält. Von Rechts und Norden erhält er aus dem Gebiet von Parvé zwei weitere kleine Zuflüsse. er mündet in den Espagnole River, kurz bevor dieser selbst ins Karibische Meer mündet. Die West Coast Road folgt auf einem kurzen Stück dem Verlauf des Jargie und seines Nebenflusses.